# Dora (Limasol)
Dora es un pueblo perteneciente al distrito de Limasol, Chipre. El pueblo se extiende cerca del monte Kordylas, del que se dice se asemeja al sombrero usado por los antiguos carios, y quizás sinifasmenos a quienes fueron los primeros habitantes de Dora, los dorios que llegaron a Chipre a través de Caria de Asia Menor.

## Superficie
Cuenta con una superficie de 17,47 kilómetros cuadrados.

## Demografía
Hasta 2021 la población era de 129 habitantes, con una densidad de población de 7,384 habitantes por kilómetro cuadrado.
| Gráfica de evolución demográfica de Dora entre 1976 y 2021                           |
|                                                                                      |
| Datos según Population statistics of Eastern Europe & former USSR y City Population. |